# Cyclosa omonaga
Cyclosa omonaga är en spindelart som beskrevs av Akio Tanikawa 1992. Cyclosa omonaga ingår i släktet Cyclosa och familjen hjulspindlar. Inga underarter finns listade i Catalogue of Life.